# Eschweilera amplexifolia
Eschweilera amplexifolia är en tvåhjärtbladig växtart som beskrevs av Scott A. Mori. Eschweilera amplexifolia ingår i släktet Eschweilera och familjen Lecythidaceae. IUCN kategoriserar arten globalt som akut hotad.
Artens utbredningsområde är Panamá. Inga underarter finns listade i Catalogue of Life.